# Tristan Egolf
Tristan Egolf, né le 19 décembre 1971 à San Lorenzo de El Escorial (Communauté de Madrid, Espagne) et mort le 7 mai 2005 à Lancaster (Pennsylvanie, États-Unis), est un écrivain américain.

## Biographie
Tristan Egolf est le fils de Brad Evans, journaliste à la National Review, et d'une mère peintre. Après le divorce de ses parents, il prend le nom de famille de son beau-père, Gary Egolf. Il a une sœur actrice, Gretchen Egolf. Il grandit à Washington, dans le Kentucky, puis en Pennsylvanie où il fait son lycée et un bref passage à l'université de Philadelphie (Temple University).
Son premier roman, Le Seigneur des porcheries, est refusé par plus de soixante-dix maisons d'éditions américaines. Egolf s'installe alors à Paris, où il vit de théâtre, de peinture et de musique. Un jour de 1996, il est repéré par Marie Modiano, fille de Patrick Modiano, qui l'héberge et présente son roman aux éditions Gallimard. Le Seigneur des porcheries est publié en 1998 en traduction française. Son succès est immédiat auprès du grand public. La critique enthousiaste compare l'auteur à John Steinbeck, William Faulkner et John Kennedy Toole.
Tristan Egolf publie en 2002 un deuxième roman, Jupons et Violons, puis un troisième, Kornwolf, qui paraît de manière posthume en 2006.
Tristan Egolf se suicide en mai 2005, à l'âge de trente-trois ans,.

## Engagement politique
Militant politique, l'écrivain s’engage contre la guerre d'Irak. En juillet 2004, il est arrêté par la police en Pennsylvanie. Lors d'une visite du président George W. Bush, il forme, avec d'autres hommes en string, une pyramide humaine pour dénoncer les tortures dans la prison d'Abou Ghraïb en Irak.

## Œuvre
- Lord of the Barnyard: Killing the Fatted Calf and Arming the Aware in the Cornbelt, Picador, 1998  (ISBN 9780802136725) ; New York, Grove Press, 1999  (ISBN 978-0802116413) Le Seigneur des porcheries : Le Temps venu de tuer le veau gras et d'armer les justes, traduction de Rémy Lambrechts, Paris, éditions Gallimard, 1998  (ISBN 2-07-074996-7).
- Skirt and the Fiddle, Grove Press, 2002  (ISBN 0-8021-1722-8) Jupons et Violons, traduction de Rémy Lambrechts, éditions Gallimard, 2003  (ISBN 2-07-076555-5).
- Kornwolf, 2006 (posthume) Kornwolf : Le Démon de Blue Ball, traduction de Francesca Gee, éditions Gallimard, 2009  (ISBN 978-2-07-078245-1).